# Bruno Sebastián Caballero
Bruno Caballero (Totoras, Santa Fe, Argentina, 15 de noviembre de 1990) es un futbolista argentino. Juega como defensor y su club actual es el Club de Fútbol Santomera de la Tercera RFEF. Su hermano Pablo Nicolás Caballero también es futbolista y actualmente viste la camiseta del Real Club Recreativo de Huelva.

## Trayectoria
Bruno Caballero se formó en las categorías inferiores del Racing Club de Avellaneda. Debutó en la Segunda División de Uruguay el 25 de febrero de 2012 con el Atenas de San Carlos de la mano del exfutbolista y entrenador uruguayo Wilmar Cabrera, en un partido contra Tacuarembó Fútbol Club que finalizó con un empate a uno. Marcó su primer gol el 7 de abril de 2012 frente a Miramar Misiones.
El 4 de junio del 2012 disputó con el Atenas de San Carlos el playoff a Primera División de Uruguay contra Huracán Fútbol Club. La serie quedó 2-1 a favor de Huracán.
En 2013 fichó por el Club Atlético Estudiantes, también conocido como Estudiantes de Buenos Aires o Estudiantes de Caseros.
En 2014 formó parte del Deportivo Armenio, donde fue dirigido por su excompañero Federico Hernán Domínguez en el Atenas de San Carlos. Durante la pretemporada, el día 29 de junio, disputaron un partido amistoso contra Racing Club, su equipo formativo, que concluyó con una victoria de la Academia con dos goles de Diego Milito. También se enfrentaron al River Plate de Marcelo Gallardo el 5 de julio en un partido amistoso que finalizó con empate a uno, con goles de Manuel Lanzini y Javier Molina.
Más tarde, en 2015, llegó a la ciudad de Rosario para disputar el Torneo Federal A con el Tiro Federal.
En enero de 2017, tendrá su primera experiencia en el fútbol europeo, vistiendo la camiseta del Racing Club Villalbés de la Tercera División de España. El 25 de febrero marcó su primer gol al histórico SD Compostela. Después de ese llegarían dos goles más en la misma temporada.
En julio de ese mismo año, firmó por el Atlético Pulpileño donde logró el histórico primer Play Off a Segunda División B de España del club andaluz. En la primera fase fueron eliminados, casualmente, por el Racing Club Villalbés, antiguo club de Caballero. de Almería,
En las dos siguientes temporadas, el Águilas Fútbol Club requiere los servicios del jugador argentino. El 21 de julio disputa un partido amistoso contra la UD Almería, club donde se encontraba su hermano, Pablo Nicolás Caballero, desde la temporada anterior. 

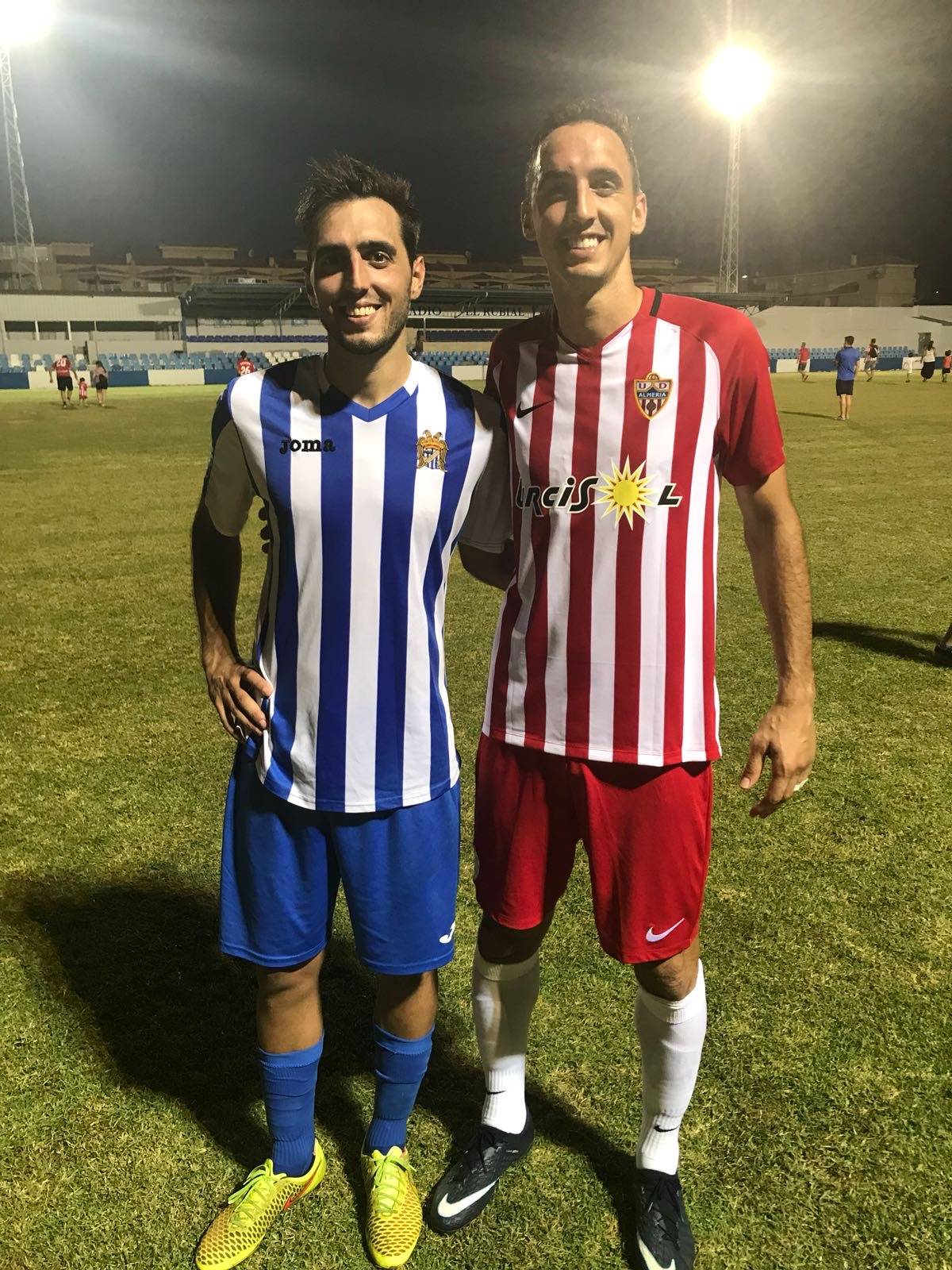
Pablo y Bruno Caballero

En 2020 volvió a vestir la camiseta del Racing Club Villalbés, donde llegó a jugar la Fase de Ascenso a Segunda RFEF. La temporada posterior regresó al sur de España, donde fichó por el Racing Murcia Fútbol Club dirigido por el exfutbolista y entrenador argentino José Luis Acciari. Disputaron la semifinal por el Ascenso a Segunda RFEF contra el Fútbol Club Cartagena B perdiendo por la mínima.
En 2022 viajó a Italia para incorporarse a la plantilla del Mosciano Calcio y jugar en la categoría de Promozione, zona de Abruzzo, Girone B.
Tras formar parte de las Sesiones AFE en Pinatar Arena el verano del 2023, es llamado para formar parte de la plantilla del CD Estradense en Galicia, España.
En septiembre de 2024, el futbolista llega a un acuerdo con el Club de Fútbol Santomera y vuelve al Grupo XIII de la Tercera RFEF.

## Clubes
| Club                        | País      | Año              |
| --------------------------- | --------- | ---------------- |
| Racing Club                 | Argentina | 2008-2012        |
| Atenas de San Carlos        | Uruguay   | 2012-2013        |
| Estudiantes de Buenos Aires | Argentina | 2014             |
| Deportivo Armenio           | Argentina | 2015             |
| Tiro Federal de Rosario     | Argentina | 2015-2016        |
| Racing Club Villalbés       | España    | 2017             |
| Atlético Pulpileño          | España    | 2017-2018        |
| Águilas Fútbol Club         | España    | 2018-2020        |
| Racing Club Villalbés       | España    | 2020-2021        |
| Racing Murcia Fútbol Club   | España    | 2021-2022        |
| Mosciano Calcio             | Italia    | 2022-2023        |
| CD Estradense               | España    | 2023-2024        |
| Club de Fútbol Santomera    | España    | 2024-actualmente |